# Рига-1 (мопед)

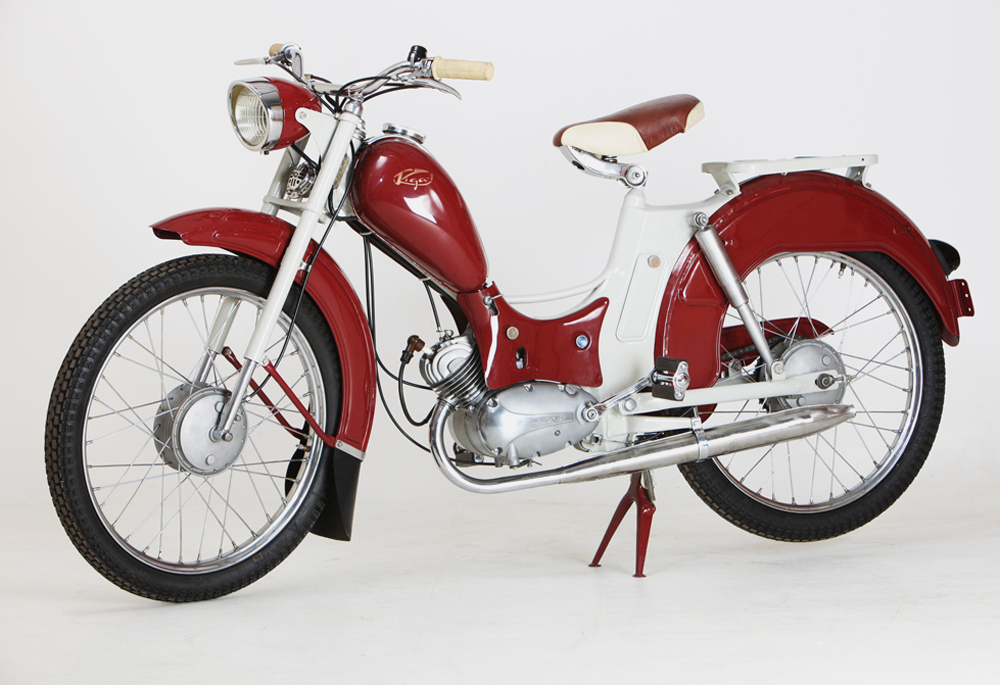
«Рига-1» - перший в СРСР двошвидкістний мопед масового виробництва

Рига-1 - мопед виробництва Ризького заводу «Саркана Звайгзне»  з 1961 по 1965 рік на , перший двошвидкісний мопед що вироблявся в СРСР.

## Загальні відомості
Наприкінці 1950-х років у відділі головного конструктора Ризького мотозаводу вивчалися зразки зарубіжних мопедів та технічна література. На основі цього, в 1958 році було випущено перший дослідний зразок мопеда «Spriditis». Ця модель виявилася не вдалою, тому група інженерів РМЗ відвідала завод «Jawa» в Чехословаччині для ознайомлення з виробництвом малокубатурної мототехніки.
Після цього обговорювалися проекти різних варіантів. Нарешті на технічній раді було затверджено розроблений конструкторським відділом заводу проект мопеда, що отримав назву «Рига-1». За технічний прототип були взяті мопеди німецької марки «Simson».
У 1960 році було випущено 11 екземплярів дослідних мопедів «Рига-1» оснащених  чехословацькими двигунами «Jawa» , що мали  редуктор з двома передачами та вбудований  в картер педальний привід. Після всебічних випробувань в 1961 році  на Ризькому мотозаводі було розпочато серійне виробництво мопеда «Рига-1». Це був перший в СРСР повноцінний двошвидкісний мопед, подібна техніка в країні раніше не вироблялась.
Мопеди перших років випуску оснащувалися моторами «Jawa» з робочим об'ємом 49,8 куб. см. Пізніше на Шяуляйському мотозаводі було освоєно виробництво двохшвидкісного двигуна Š-50 (копія мотора «Jawa 552») , якими далі комплектувались мопеди «Рига-1».
З огляду на досвід виробництва мопедів «Рига-1» і «Рига-3» та збільшену потребу в такій мототехніці, на Львівському мотозаводі було також розпочато випуск двошвидкісних мопедів (перша модель МП-043, 1967 рік).

## Технічні особливості

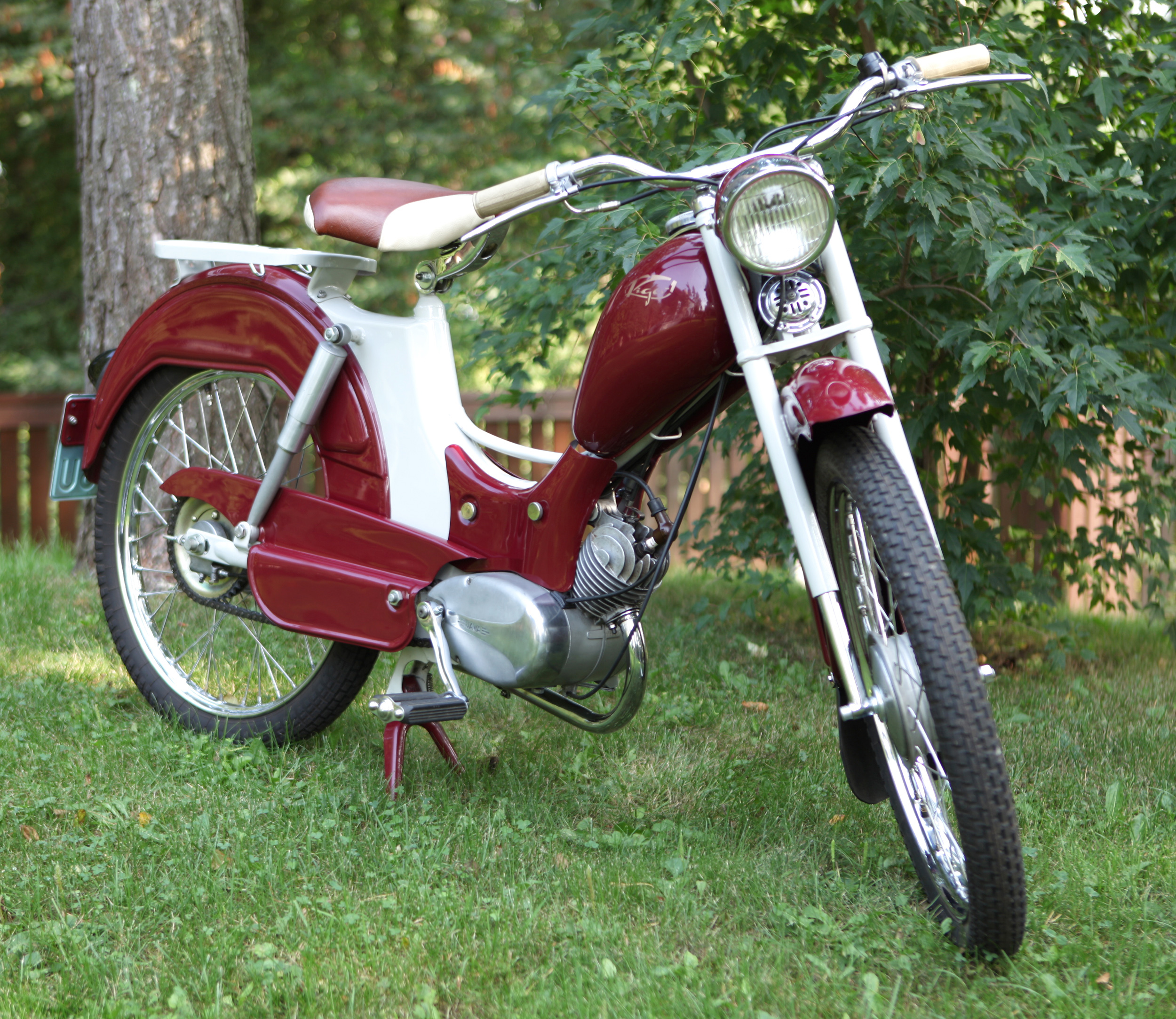
Мопед «Рига-1», модель 1962 року

Мопед «Рига-1»  оснащувався одноциліндровим двотактним двигуном Jawa-552 повітряного охолодження робочим об'ємом 49,8  куб. см, виробництва ЧССР (згодом радянським Š-50 Шяуляйського мотозаводу). Коробка передач двигуна двохступенева з двохдисковим зчепленням. В двигун були вмонтовані велосипедні педалі що слугували для запуску, гальмування а також як допоміжний привід при їзді в гору.
Мотор було оснащено маховиковим магдино (6 Вольт), яке забезпечувало іскрове запалення та освітлення фари і заднього ліхтаря. 
Привід на заднє колесо реалізувався роликовим ланцюгом. Задня та передня вісь була оснащена втулкою з  гальмівними колодками, колеса однакові, взаємозамінні. Розмір шин 19x2,25дюймів. Ланцюг двигуна прикривався захисним щитком, мопед оснащувався відкидною центральною  підставкою та спідометром з лічильником пробігу. 
Рама мотоцикла зварна з труб круглого перетину, відкритого типу. Передня вилка телескопічна  з двома пружинними амортизаторами ,  задня маятникового типу з амортизаторами.  Сідло важільне пружинне, з мікропористої гуми, обшито шкірозамінником.
На щитку заднього колеса встановлено багажник з пружиною для валізи та габаритний ліхтар.  
На кермі розміщено органи керування: ліворуч-ручний важіль щеплення/ перемикання передач, важіль декомпресора також перемикач освітлення з кнопкою сигналу;  праворуч- поворотна ручка газу та важіль переднього гальма.  Фара мотоциклетного типу, з вмонтованим спідометром.  
Як пальне використовувалась паливна суміш моторної оливи і бензину в співвідношенні 1:25, витрата палива становила близько 1,6 літра на 100 км. Максимальна швидкість мопеда складала 40 км / год., вага (суха) близько -45 кг, місткість паливного бака - 6 літрів. 

## Технічні характеристики мопеда «Рига-1»
Габаритні розміри:
довжина - 1800 мм;
ширина - 610 мм;
висота - 900 мм;
база - 1175 мм;

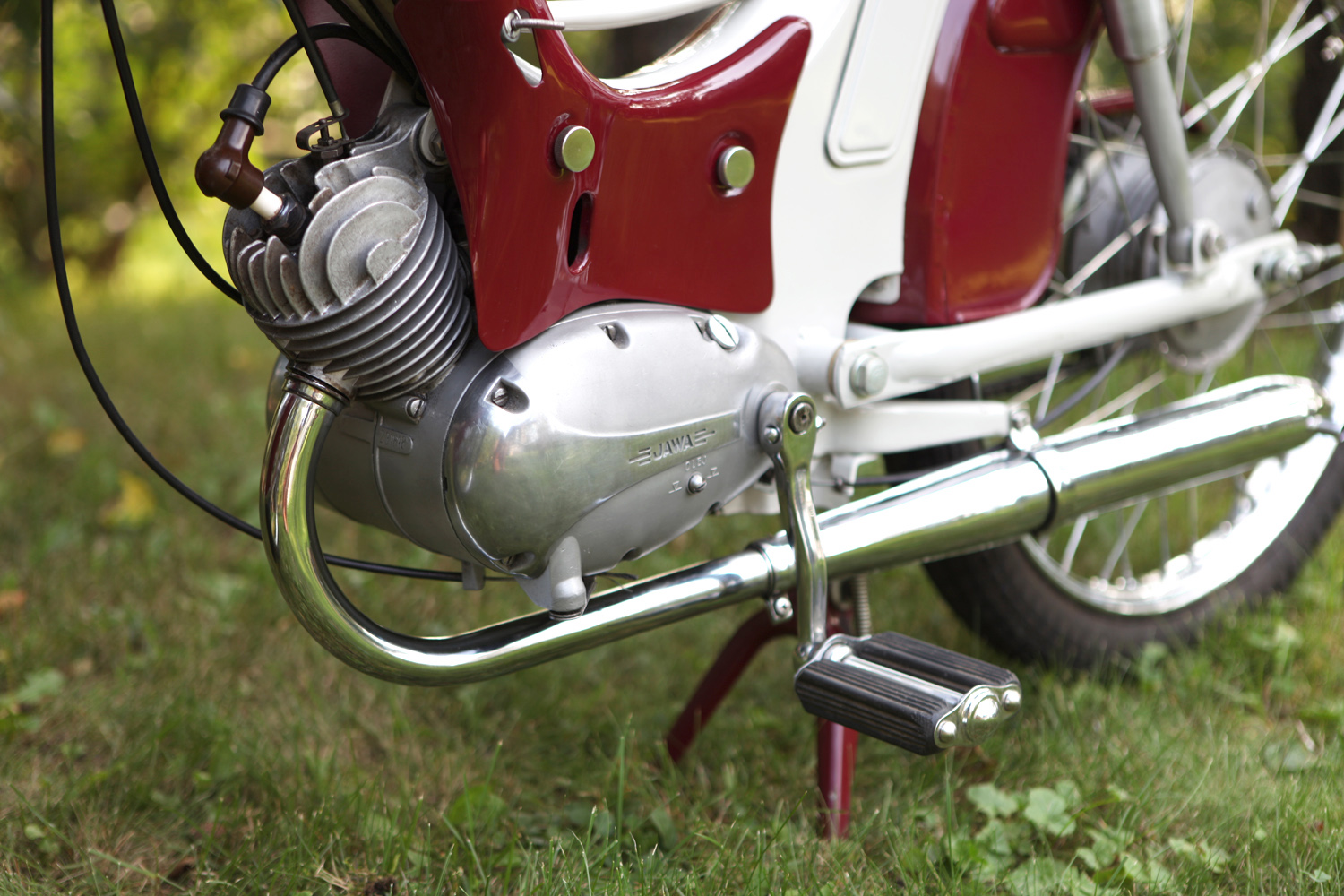
Мопеди перших років випуску оснащувалися моторами «Jawa»

дорожній просвіт при горизонтальному положенні шатунів - 133 мм.
Загальні дані:
маса (суха) - 45 кг;
максимальна швидкість - 40 км / год;
ємність паливного бака - 6 л .;
контрольний витрата палива при русі зі швидкістю 25 км / год - 1,6 л / 100 км.
Двигун:
модель - Š-50;

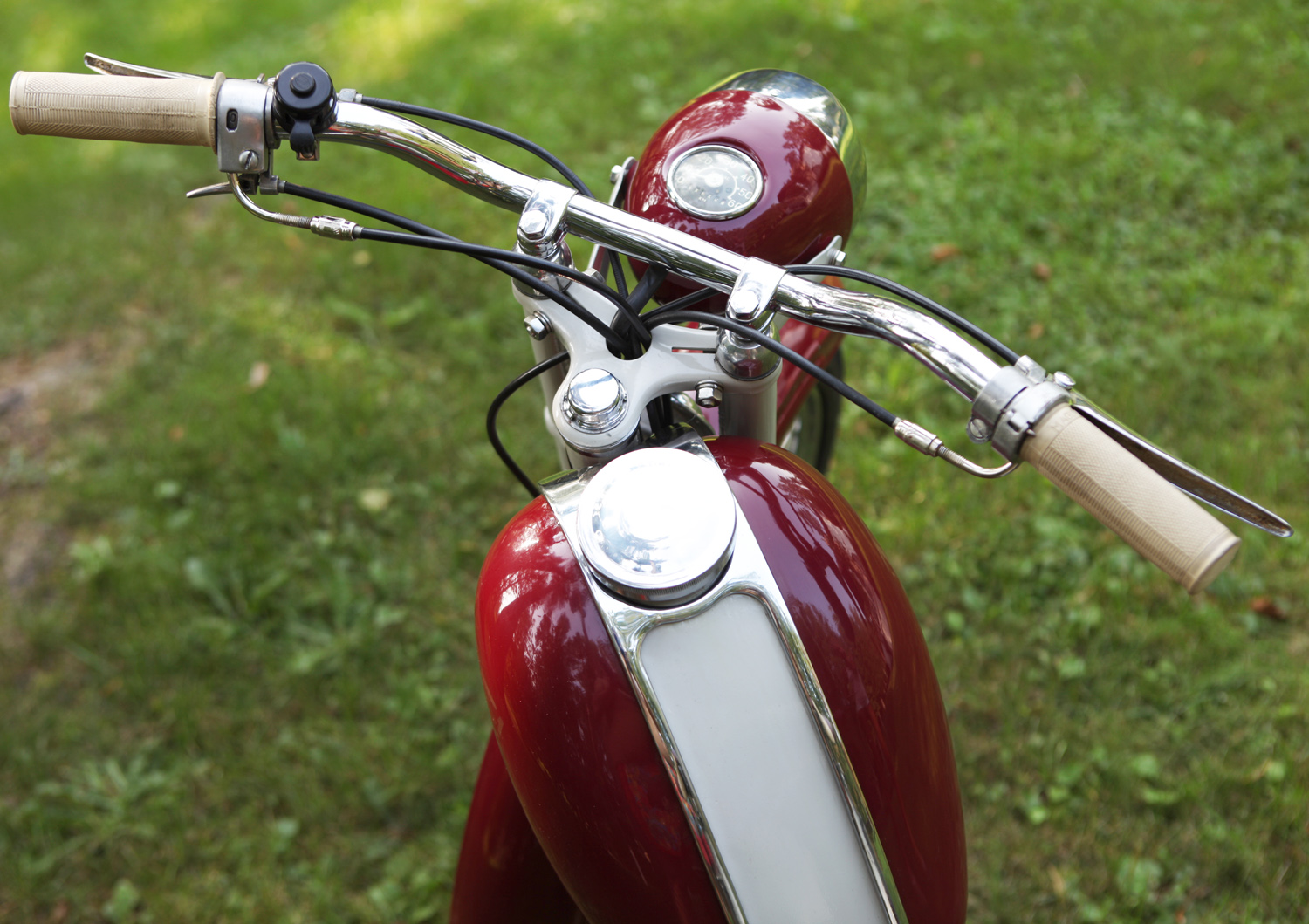
На кермі розміщено органи керування: ліворуч-ручний важіль щеплення/ перемикання передач, важіль декомпресора також перемикач освітлення з кнопкою сигналу; праворуч- поворотна ручка газу та важіль переднього гальма. Фара мотоциклетного типу, з вмонтованим спідометром.

тип - бензиновий, двотактний, з охолодженням зустрічним потоком повітря;
робочий об'єм - 49,8 куб.см .;
число тактів - 2;
кількість циліндрів - 1.
Силова передача:
зчеплення - двухдисковое, в моторні оливі;
коробка передач - двоступенева;
первинна передача - з косозубими шестернями;
головна передача - роликовим ланцюгом; 
привід заднього колеса - ланцюговий. 
Встаткування:
запалювання і освітлення - від маховичного магдино змінного струму 18 Ват, 6 Вольт;
свічка - А8У;
фара - з двохнитковою лампою 15-15 ват типу А44;
сигнал - С-34;
задній ліхтар - з лампою типу А19.
Ходова частина:
рама - трубчаста зварна;
передня підвіска - телескопічна з пружинами;
задня підвіска - маятникового типу з пружинними амортизаторами;
сидіння - з подушкою з губчастої гуми;
колеса - взаємозамінні;
розмір шин - 19 "x2,25";
переднє гальмо - колодкового типу;
заднє гальмо - колодкового типу;
діаметр гальмівних барабанів - 120 мм
|                                         |
| Фото мопеда «Рига-1» , модель 1962 року |

|  |
|  |

|  |
|  |